# مافيا (فلم)
مافيا فيلم أكشن مصري من إنتاج عام 2002، من تأليف مدحت العدل، ومن إخراج شريف عرفة، الفيلم عرض في شهر أغسطس لعام 2002 وحقق إيرادات بلغت 13,084,935 جنيهًا مصريًا؛ مما يجعله واحدًا من أنجح أفلام السينما المصرية.

## قصة الفيلم
تدور أحداث الفيلم حول حسين الشاب المصري الذي يسافر للعمل بالخارج بعد طرده من الكلية الحربية، للعمل مع المافيا، إلى أن يتم القبض عليه وترحيله إلى إحدى السجون المصرية، فتقوم المخابرات المصرية بتهريبه للاستعانة به لإحباط مخطط إرهابي يهدف إلى اغتيال أحد الشخصيات المهمة التي تزور مصر.

## بطولة
- أحمد السقا: (حسين)
- منى زكي: (مريم)
- مصطفى شعبان: (حسام)
- أحمد رزق: (رأفت)
- عباس أبو الحسن: (الجزار)
- توفيق عبد الحميد: (وسيم)
- جمال إسماعيل: (والد حسين)
- خليل مرسي
- سعيد طرابيك
- حسين فهمي: (ضيف شرف بشخصيته الحقيقية)

## فريق العمل
- إخراج: شريف عرفة
- تأليف: مدحت العدل
- إنتاج: العدل جروب
- توزيع داخلي: أوسكار، النصر
- توزيع خارجي: شركة مصر للفن السابع
- مونتاج: معتز الكاتب
- موسيقى: عمر خيرت
- مدير التصوير: سامح سليم

## وصلات خارجية
- مافيا على موقع IMDb (الإنجليزية)
- مافيا على موقع الدهليز
- مافيا على موقع قاعدة بيانات الأفلام العربية
- مافيا على موقع قاعدة بيانات الفيلم (الإنجليزية)
- مافيا على موقع ليتربوكسد (الإنجليزية)
- مافيا على موقع كينوبويسك (الروسية)
- صفحة الفيلم في قاعدة بيانات الأفلام العربية
- صفحة الفيلم في IMDb